# 5 (FIVE)
「5 (FIVE)」是日本的女子偶像組合Berryz工房的第4枚原創專輯。於2008年9月10日發行。唱片公司為PICCOLO TOWN。

## 概要
- 與上一張專輯「4th 愛的種種指數」相距約1年1個月。
- 收錄第15張單曲「交往中卻像單相思」至第17張單曲「去吧 去吧 Monkey Dance」，一共3首A面曲。
- 收錄第6張單曲「Special Generation」的「Special Generation（Eccentric Remix）」。
- 本作分「初回限定盤」和「CD盤」2種版本
- 「初回限定盤」收錄了「Berryz工房 Festival ～2008夏～」的片段。
- 在9月22日於公信榜專輯週排行榜取得第11位。

## 收錄內容

### CD（初回限定盤・CD盤）
1. HAPPY! Stand Up
（作詞・作曲：淳君 編曲：鈴木俊介）
2. 這手指停止吧! （この指とまれ!）
（作詞・作曲：淳君 編曲：鈴木俊介）
嗣永桃子・德永千奈美・須藤茉麻主唱
3. 別當我傻瓜（バカにしないで）
（作詞・作曲：淳君 編曲：山崎淳）
清水佐紀・夏燒雅・熊井友理奈・菅谷梨沙子主唱
4. 去吧 去吧 Monkey Dance (行け 行け モンキーダンス)
（作詞・作曲：淳君 編曲：平田祥一郎）
17th單曲
5. Ah Merry-go-round
（作詞・作曲：淳君 編曲：大久保薫）
清水佐紀・嗣永桃子主唱
6. CLAP!
（作詞・作曲：淳君 編曲：山崎淳）
德永千奈美・夏燒雅・熊井友理奈主唱
7. REAL LOVE
（作詞・作曲：淳君 編曲：平田祥一郎）
菅谷梨沙子主唱
8. 一滴夢想 ～Berryz假面 Ending Theme～（夢を一粒〜Berryz仮面 Ending テーマ〜）
（作詞・作曲：淳君 編曲：高橋諭一）
Berryz假面主唱
9. 成吉思汗 （ジンギスカン）
（作詞：B.Meinunger 訳詞：山本伊織 作曲：R.Siegal 編曲：ダンス☆マン）
16th單曲
10. 交往中卻像單相思（付き合ってるのに片思い）
（作詞・作曲：淳君 編曲：大久保薫）
15th單曲
11. BE
（作詞・作曲：淳君 編曲：湯浅公一）
12. Special Generation（Eccentric Remix） (スッペシャル ジェネレ〜ション（エキセントリックスRemix））
（作詞・作曲：淳君 編曲：藤澤慶昌）
6th單曲

### DVD
Berryz工房 Festival ～2008夏～
1. Event Part 1
2. 真是Good Chance Summer
3. Event Part 2
4. 去吧 去吧 Monkey Dance
5. Ending
6. 握手会